# Santiago Calatrava

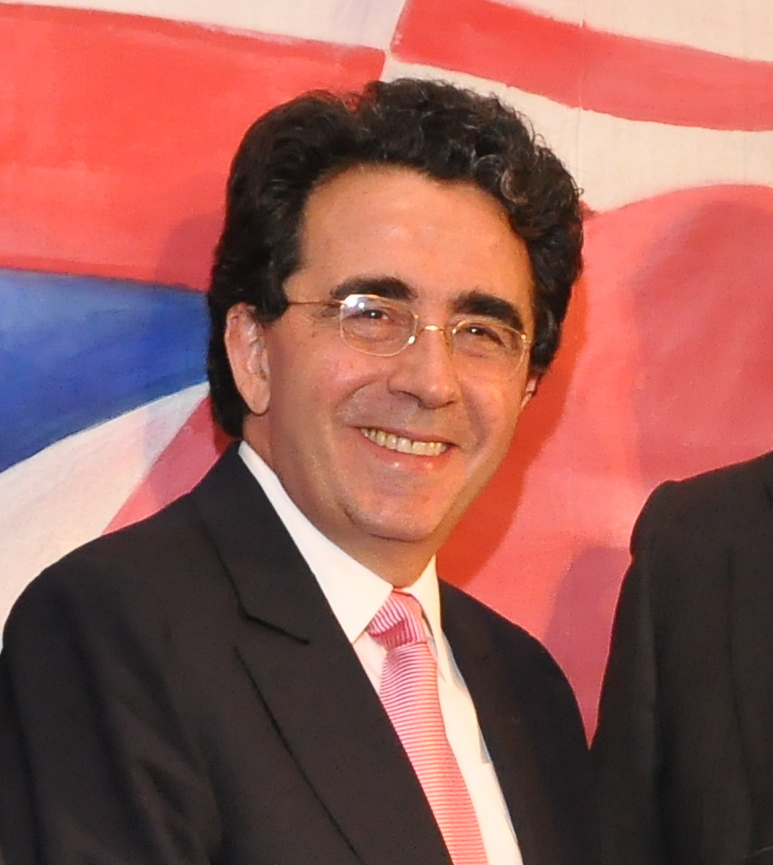
Santiago Calatrava (2010)

Santiago Calatrava führt das Wappen des Ordens von Calatrava auf seinem privaten Briefpapier

Santiago Calatrava Valls (* 28. Juli 1951 in Valencia) ist ein spanisch-schweizerischer Architekt, Bauingenieur und Künstler.

## Leben
Santiago Calatrava Valls, einem spanischen Adelsgeschlecht entstammend, wurde im Stadtteil Benimàmet in Valencia geboren. Er absolvierte die Schule und das Gymnasium in seiner Heimatstadt. Danach studierte er dort von 1969 bis 1973 Architektur an der Escuela Técnica Superior de Arquitectura mit einem Nachdiplomstudium in Urbanistik, und anschließend von 1975 bis 1979 Bauingenieurwesen an der ETH Zürich. 1981 wurde Calatrava mit dem Thema Zur Faltbarkeit von Fachwerken an der ETH Zürich bei Herbert Kramel promoviert. Im Jahr 1992 erhielt er die Goldmedaille der Institution of Structural Engineers.
1980 eröffnete er in Zürich sein Büro Santiago Calatrava AG. Ein zweites Büro wurde 1989 in Paris eröffnet. Später folgte ein weiteres in Valencia, das 2012 geschlossen wurde. 2012 verlegte er den Geschäftssitz seiner Vermögensverwaltung Calatrava & Family Investments in die Schweiz und gründete die Calatrava Immobilien AG. 2009 bis 2020 betrieb er in Zürich die En Archi AG.
Calatrava lebt und arbeitet in Zürich und New York.

## Wirken
Dank seiner ingenieurtechnischen Kenntnisse spezialisierte sich Calatrava auf die Konstruktion von Brücken. Berühmt geworden ist der Puente del Alamillo in Sevilla, eine Schrägseilbrücke, die der Architekt für die Expo 92 entwarf. Calatrava ist zudem bekannt für Um- und Neubauten oft futuristisch wirkender Bahnhöfe: Bahnhof Zürich Stadelhofen (1990), eines seiner bedeutendsten Frühwerke, Bahnhof Liège-Guillemins (2009), Bahnhof Lyon-Saint-Exupéry TGV (1994), PATH (2016). Ein neuer Calatrava-Bau beim Zürcher Bahnhof Stadelhofen, in Form eines Dreiecks, soll 2025 fertig sein.
In der Kombination seines Ingenieurwissens mit einem funktionalen, organisch-futuristischen Designansatz projektiert Calatrava immer wieder technisch spektakuläre Bauwerke. Die meisten seiner Bauten fallen durch die skulpturale Wirkung ihres Tragwerks auf. Oftmals werden Parallelen zu natürlichen Strukturen (Blattwerk, Skelette oder Flügel) gezogen. Die elegante Formsprache macht seine Werke sofort wiedererkennbar, wird aber von Kritikern bemängelt, da die Aufgabe und Funktion des jeweiligen Gebäudes nicht ablesbar ist. Beim breiten Publikum sind seine Bauwerke jedoch im Allgemeinen beliebt. Oft zeichnet Calatrava erste Vorentwürfe seiner Bauwerke in stilisierter Form von Tieren als grobe Skizzen und vereinfacht diese schrittweise, bis ein grober Entwurf des Bauwerks erkennbar ist. Diese Skizzen werden meist auch veröffentlicht.
Calatrava entwarf am Ground Zero in New York den Umsteigebahnhof (World Trade Center (PATH-Station)) mit einer „Oculus“ genannten charakteristischen Halle, der im März 2016 eröffnet wurde – unter fachlicher wie medialer Kritik, da die Kosten von zwei auf fast vier Milliarden US-Dollar gestiegen waren und sich der Bau jahrelang verzögert hatte. Das wirkte sich auf Calatravas Ruf in den USA aus, wo er seitdem keine Aufträge mehr erhalten hat.
Ebenfalls am Ground Zero gewann Calatrava den Wettbewerb für den Nachfolgebau der zerstörten griechisch-orthodoxen St. Nicholas Church. Am 14. Oktober 2014 wurden am 9/11 Memorial die Fundamente des St. Nicholas National Shrine geweiht; bei dem Anlass führte Calatrava aus, dass er für die Kirche auf das Vorbild der Hagia Sophia zurückgreife: Diese bilde – ähnlich wie der Parthenon für die klassische Architektur der Antike – das Paradigma orthodoxer Architektur; die Hagia Sophia sei für ihn der „Parthenon der Orthodoxie“. Die neobyzantinische Kuppelkirche zitiert die 40 Fenster der Kuppel der Hagia Sophia durch 40 Kuppelrippen; auch die Mosaike der Hagia Sophia dienten Calatrava als Inspiration. Weitere Vorbilder für den Bau, die Chora-Kirche und die Rotunde in Thessaloniki, stammen ebenfalls aus der byzantinischen Architektur. Die Aquarellskizzen Calatravas zu St. Nicolas wurden 2015 im Athener Benaki-Museum ausgestellt. St. Nicholas ist das einzige nicht säkulare Bauwerk auf dem Gelände der 9/11-Gedenkstätte im Liberty Park. Die Außenfassade aus weißem Marmor wird von innen beleuchtet.
Calatrava hat einen Turm in Dubai entworfen, der den Burj Khalifa überragen und somit das höchste Bauwerk der Welt werden soll. Der sich im Bau befindende The Tower, auch Dubai Creek Tower genannt und in seiner Form einer Rakete ähnelnd, soll spätestens im Jahr 2024[veraltet], also anders als geplant erst nach der wegen der Covid-19-Pandemie verschobenen Expo 2020, fertig erstellt sein.
Im Februar 2014 wurde Calatrava wegen „mangelhafter Arbeiten“ am Kongresspalast in Oviedo vom dortigen Landgericht zu 2,96 Millionen Euro Schadenersatz verurteilt.

## Persönliches
Calatrava lernte seine spätere Frau Robertina schon während des Studiums kennen, das Paar ist Eltern von drei Söhnen und einer Tochter. Der Sohn Gabriel Calatrava ist ebenfalls Architekt.

## Werke

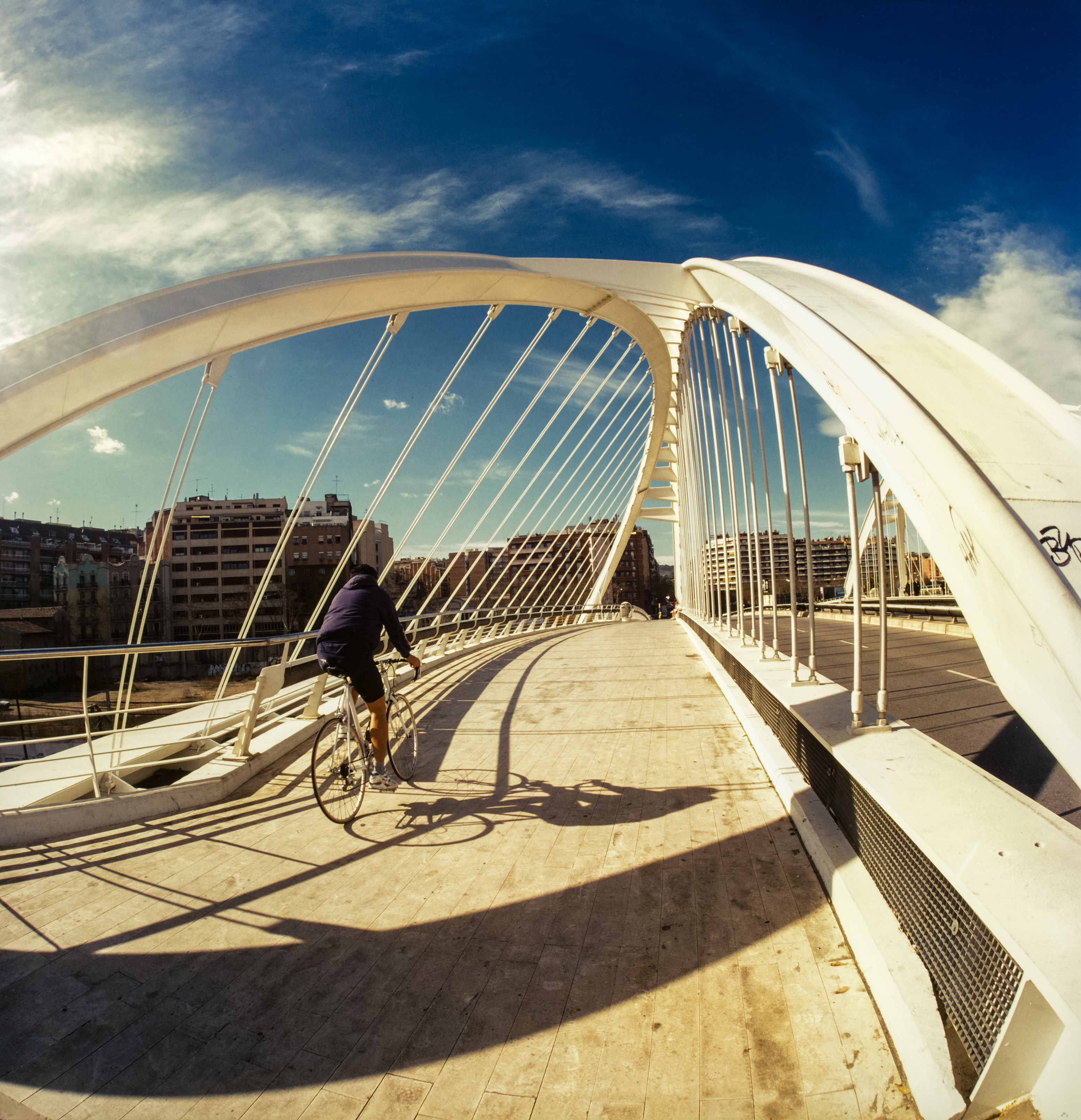
Brücke Bac de Roda in Barcelona
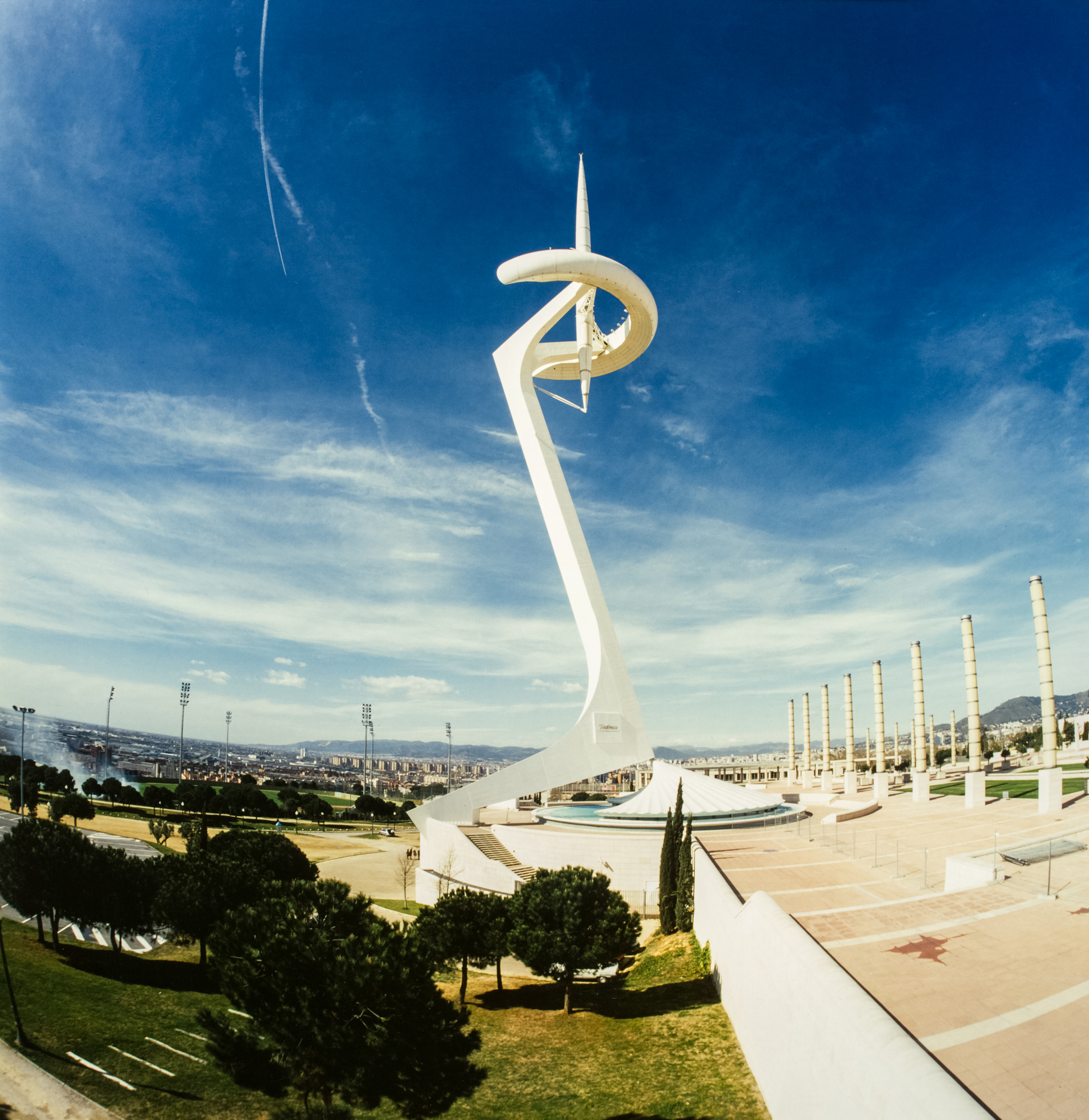
Fernsehturm in Barcelona
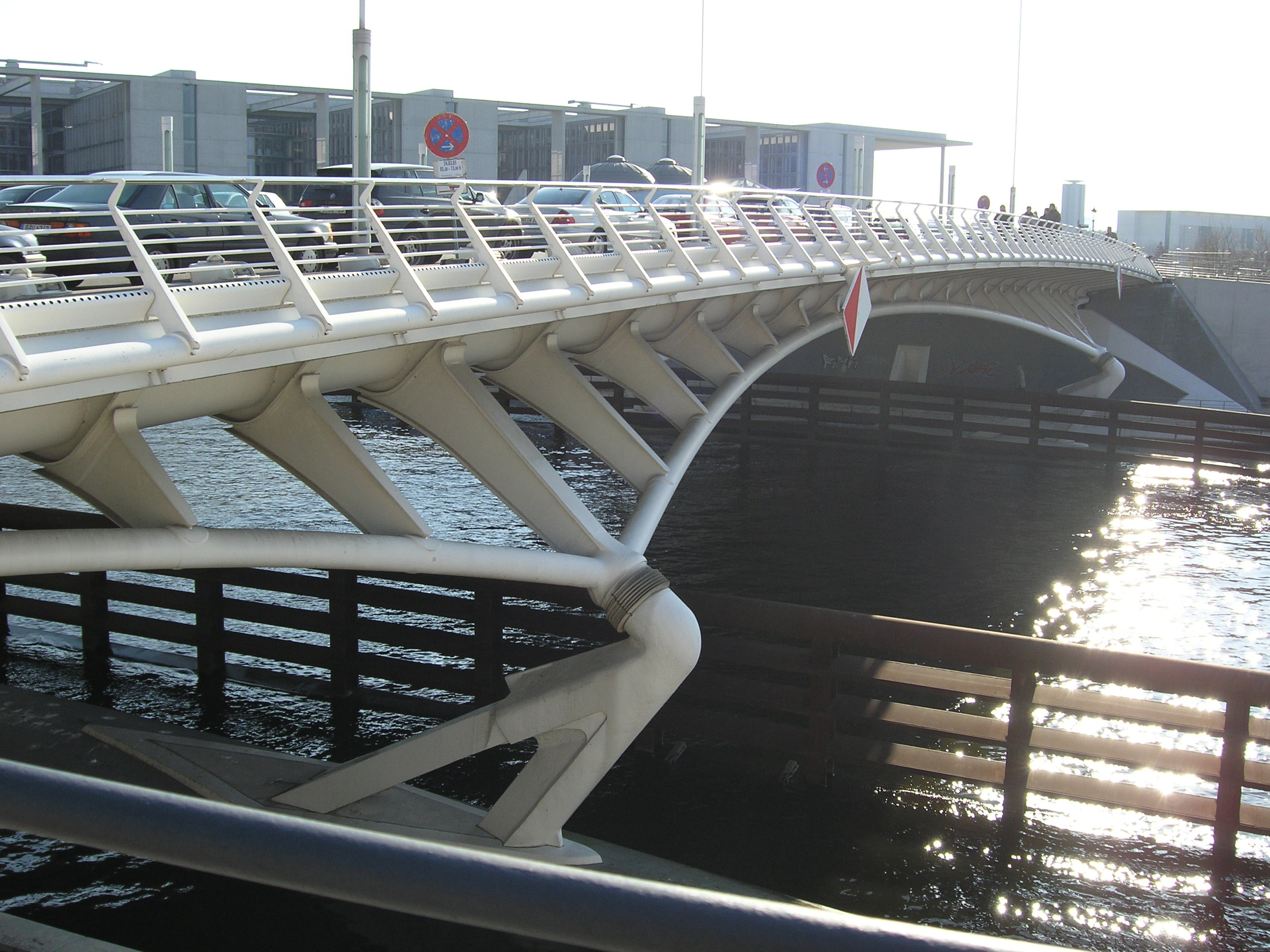
Kronprinzenbrücke in Berlin
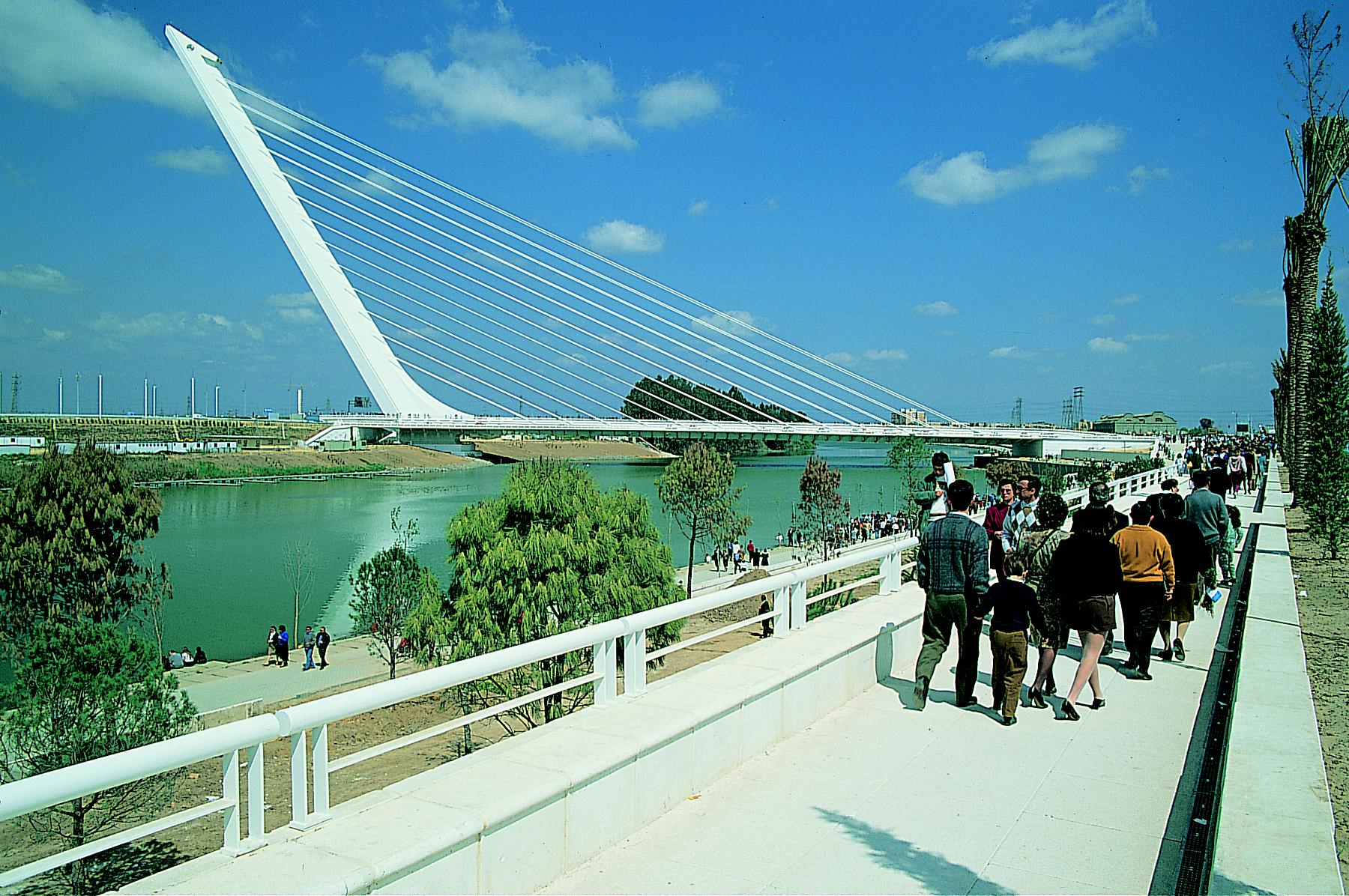
Puente del Alamillo in Sevilla
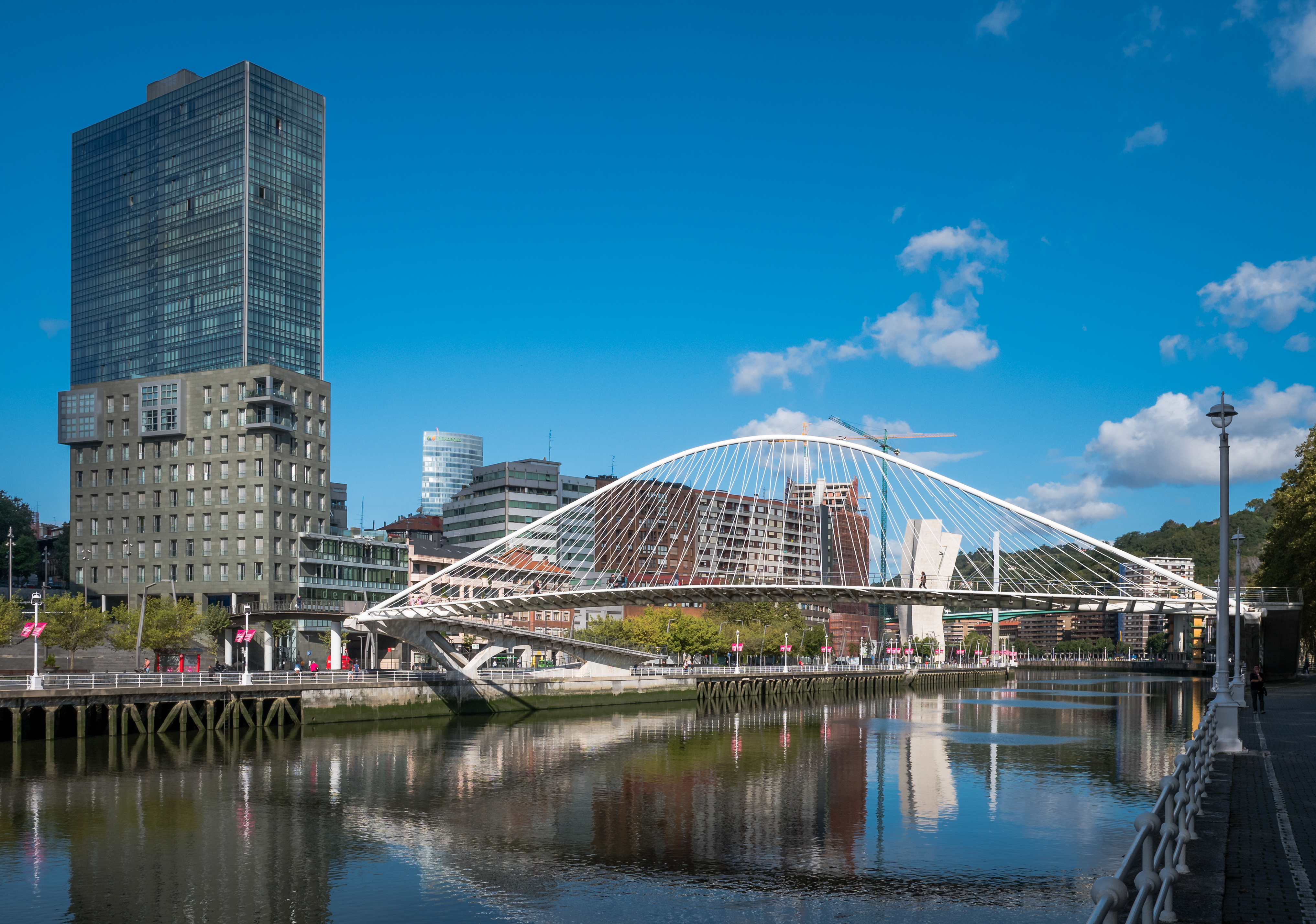
Zubizuri-Brücke in Bilbao
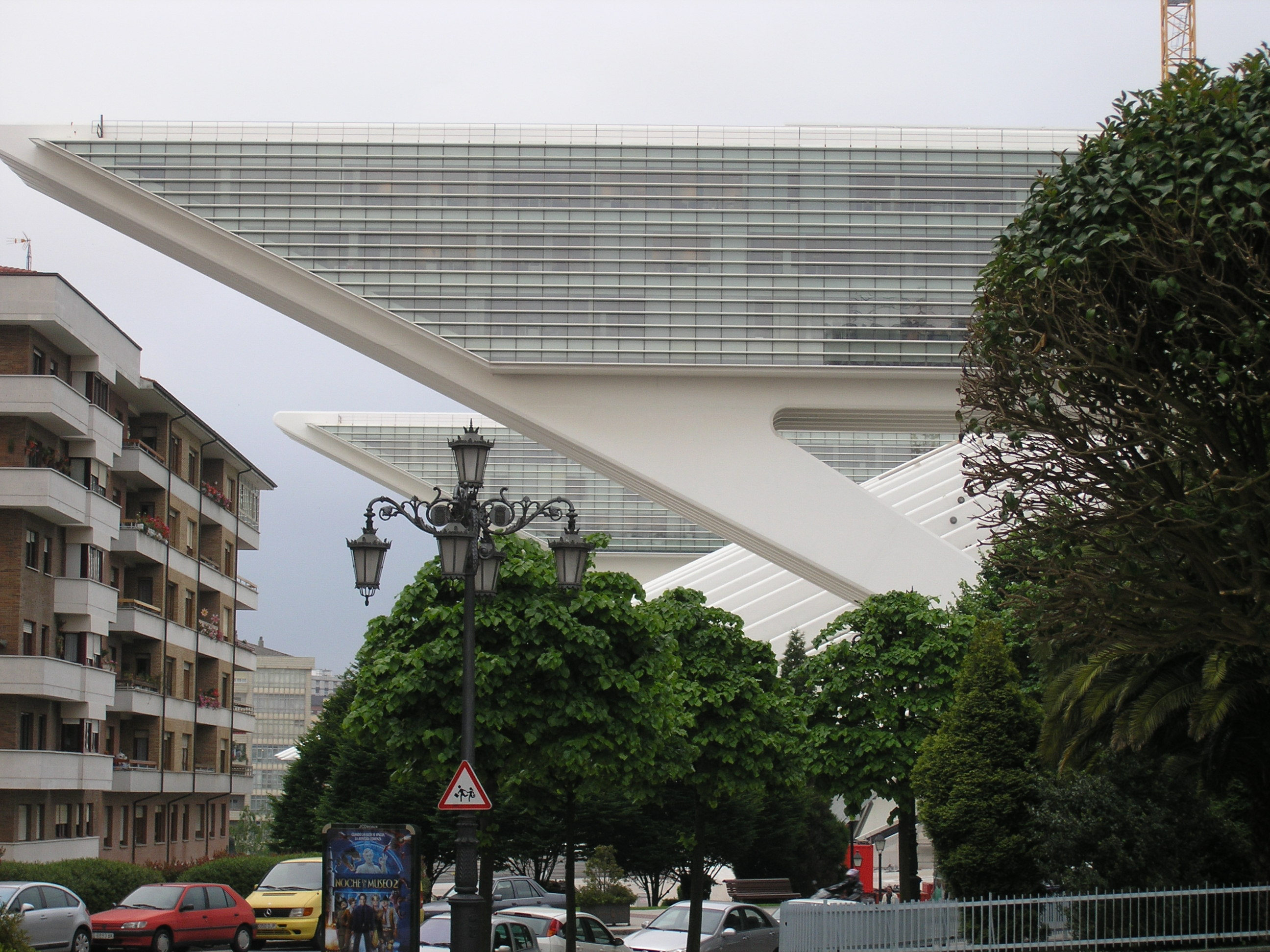
Palacio de Congresos Princesa Letizia in Oviedo
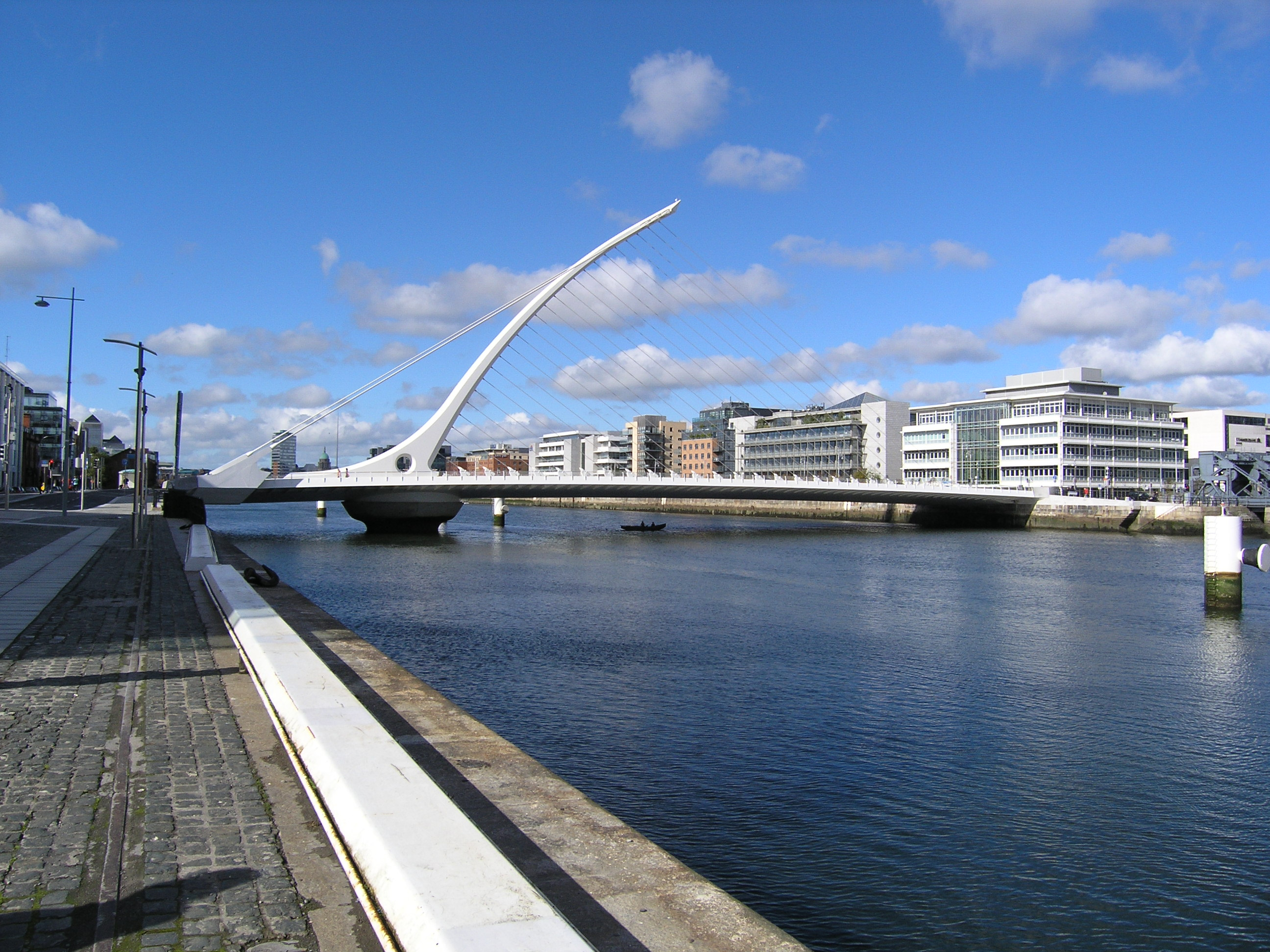
Samuel Beckett Bridge, Dublin
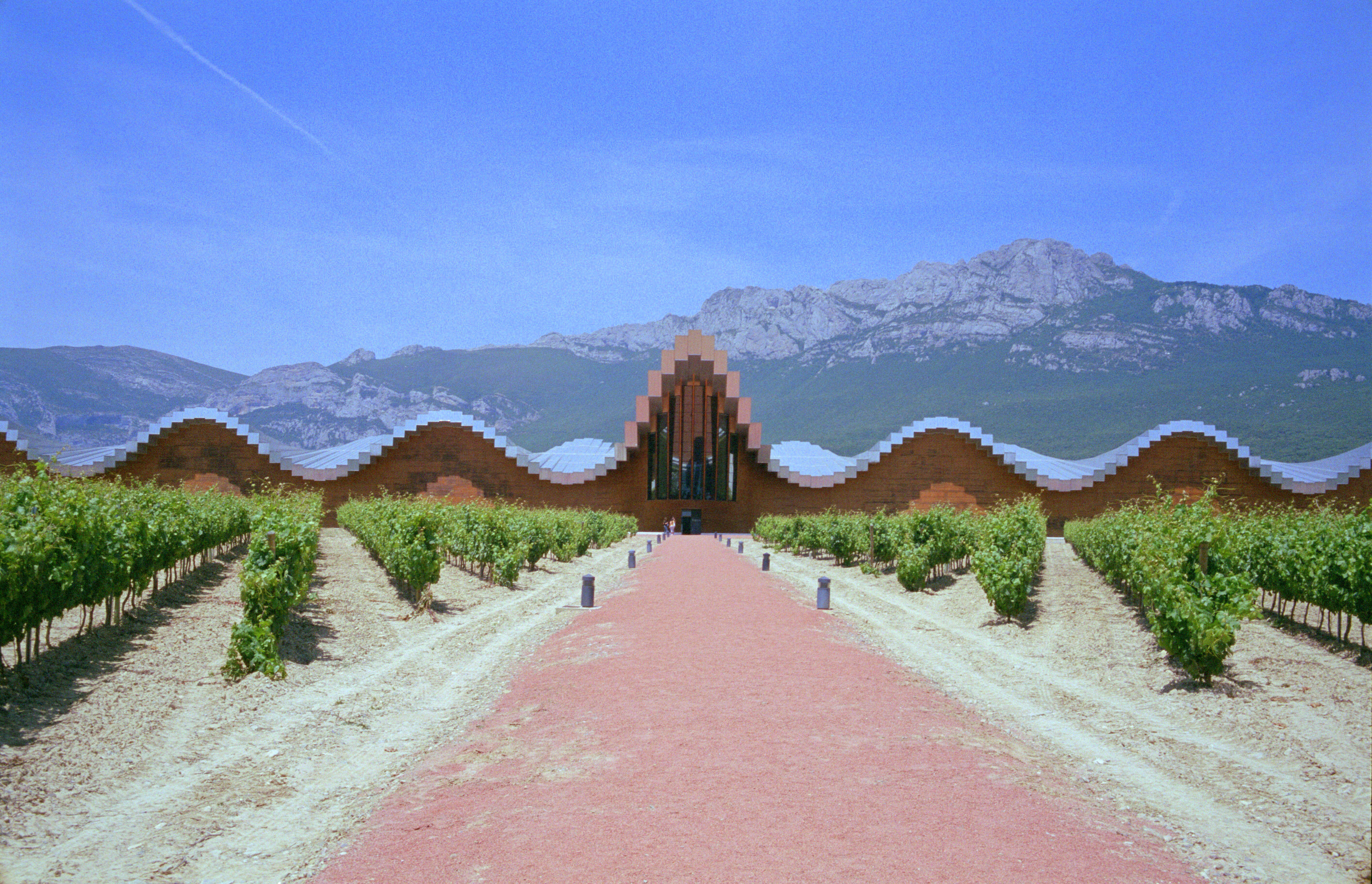
Bodegas Ysios in der Rioja Alavesa
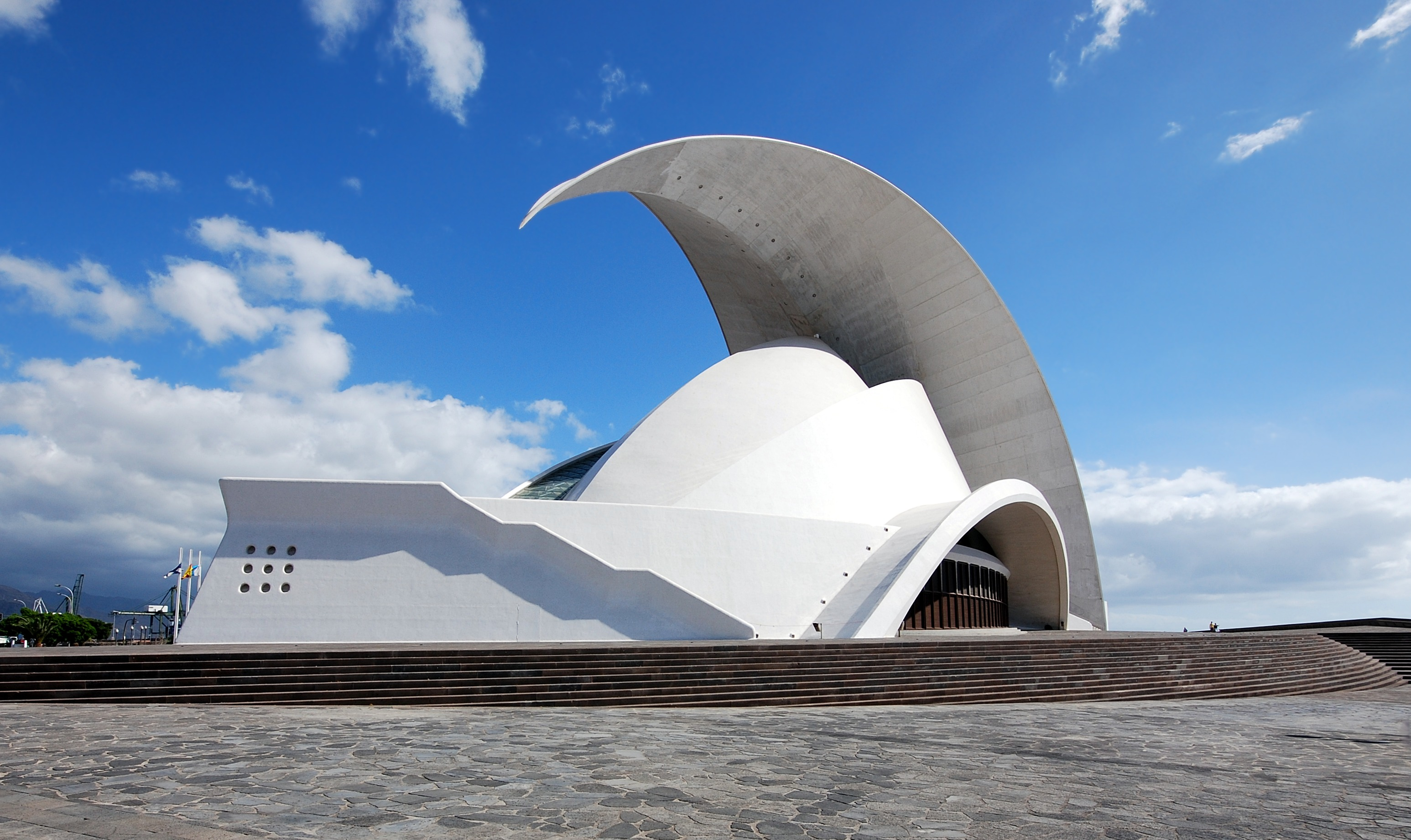
Auditorio de Tenerife in Teneriffa
L’Hemisfèric in Valencia
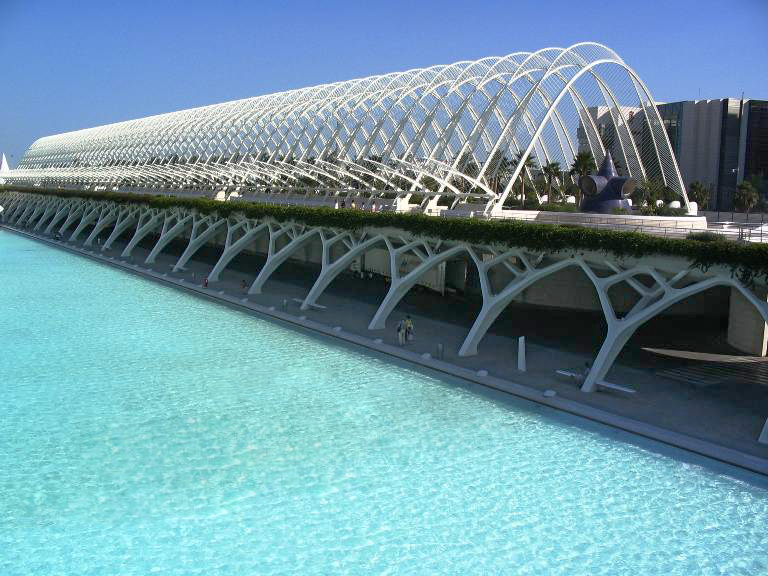
L’Umbracle in Valencia
Skulptur Wave in Dallas
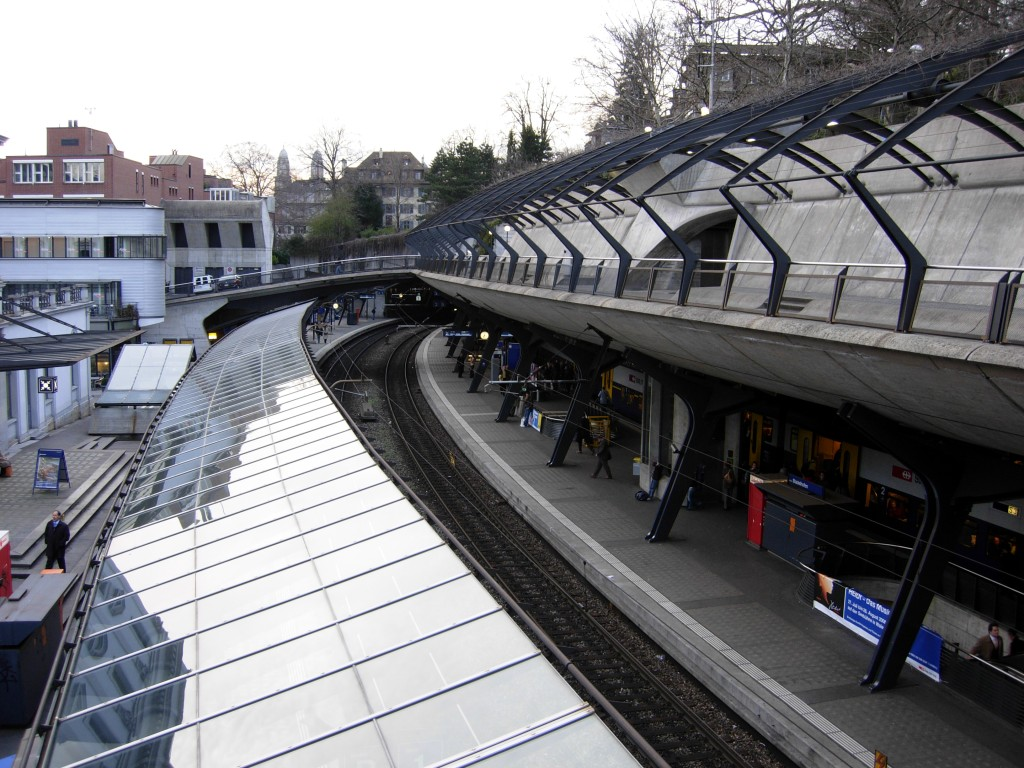
Bahnhof Stadelhofen in Zürich
Bahnhof Lüttich-Guillemins
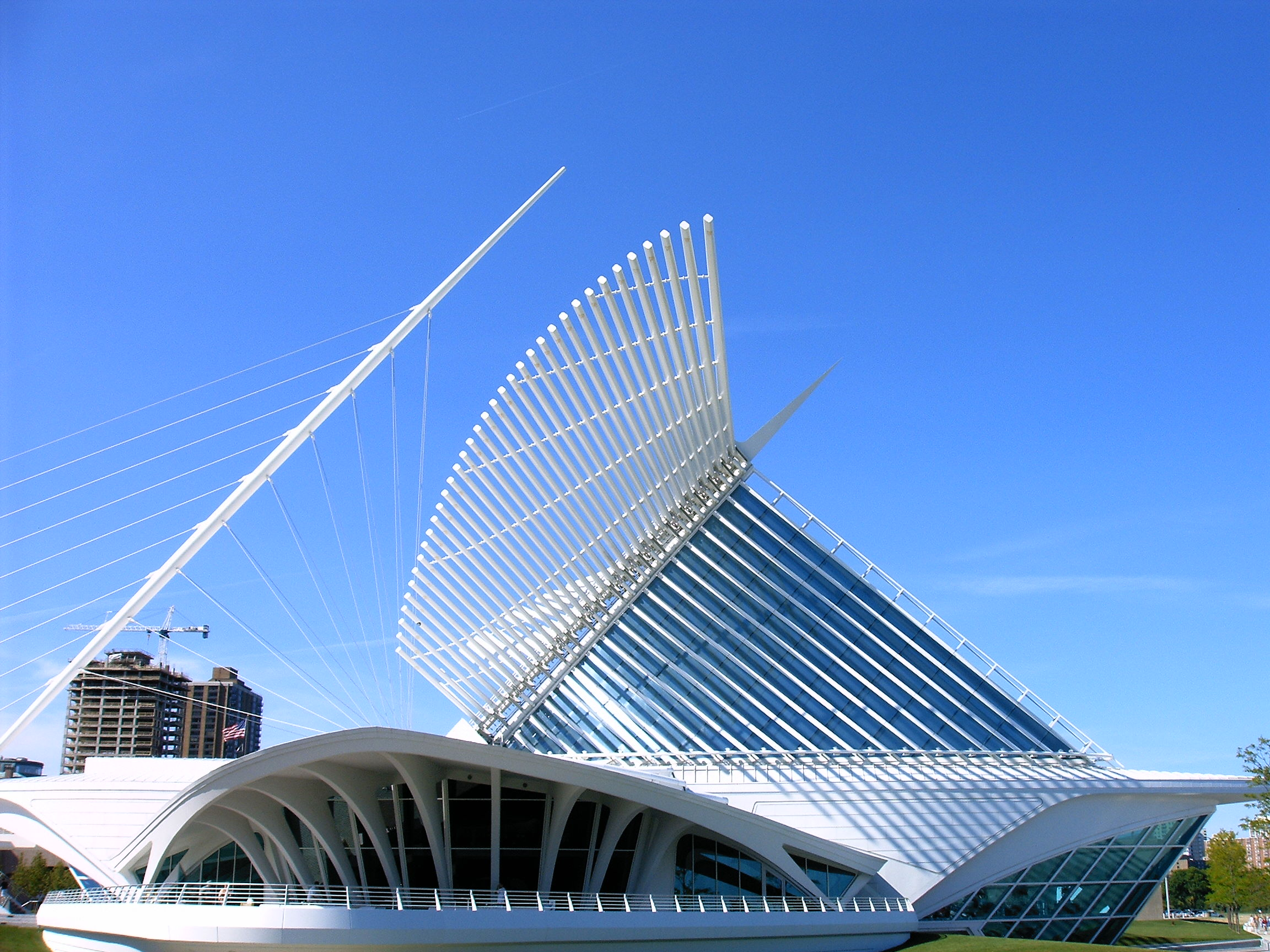
Milwaukee Art Museum
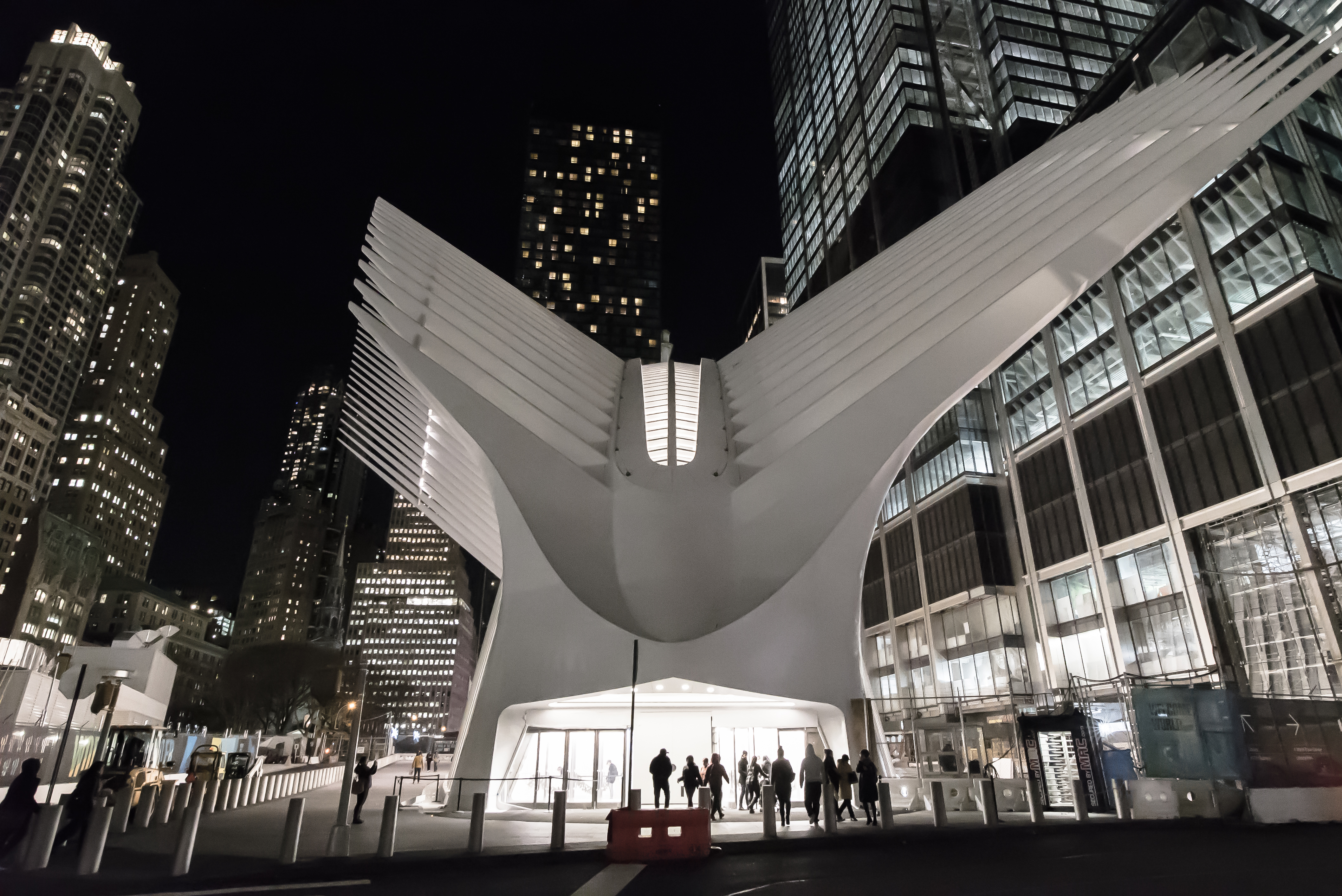
World Trade Center (PATH-Station) in Manhattan, New York
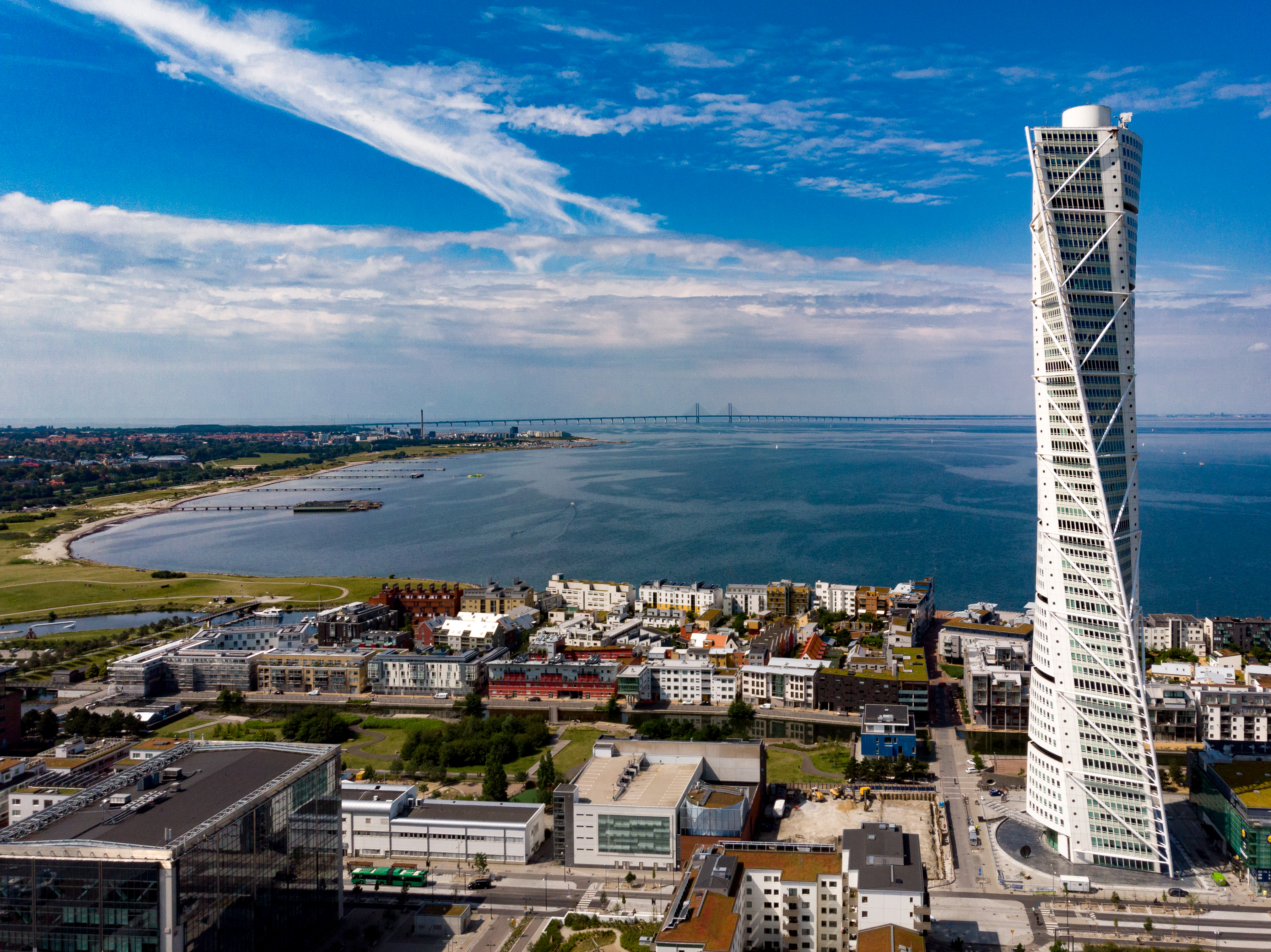
Turning Torso in Malmö

Sortierung aufsteigend nach Jahr der Fertigstellung, danach Baubeginn:
- Vertriebszentrum, Ernsting’s family, Coesfeld-Lette, NRW (1983–1985)
- Gewerbebau („Rundhaus“, Ecke Gränicherstrasse/Bernstrasse-West), Suhr (1984–1985)
- Pont Bac de Roda, Barcelona (1987)
- Dachkonstruktionen der Kantonsschule Wohlen, Wohlen (1984–1988)
- Konzertsaal Zentrum Bärenmatte, Suhr (1987–1988)
- Eingangshalle des Bahnhofs Luzern, Luzern (1984–1989)
- Umbau des Theater Fauteuil, Basel (1989)
- Bahnhof Stadelhofen, Zürich (1983–1990)
- Lusitania-Brücke über den Guadiana, Mérida (1988–1991)
- Allen Lambert Galleria and Heritage Square, Toronto (1987–1992)
- Puente del Alamillo über den Guadalquivir, Sevilla (1987–1992)
- Fernmeldeturm auf dem Montjuic (Torre Telefónica), Barcelona (1989–1992)
- Bahnhof Lyon-Saint-Exupéry TGV, Lyon (1989–1994)
- Wiederherstellung der U-Bahn-Brücke über die Oberbaumbrücke, Berlin (1992–1995)
- Metrostation Alameda, Valencia (1991–1996)
- Kronprinzenbrücke, Berlin (1992–1996)
- Centro Internacional de Ferias y Congresos de Tenerife, Santa Cruz de Tenerife (1996)[17]
- Fußgängerbrücke Zubizuri über die Ría de Bilbao, Bilbao (1994–1997)
- Puente de Vistabella, Murcia (1995–1997)
- Estação Oriente (Ostbahnhof), Lissabon (1993–1998)
- Notrufzentrale und Buswartehalle in St. Gallen (1996 & 1998)[18]
- Flughafen Loiu, Bilbao (1990–2000)
- Pont de L’Europe (Europabrücke) über die Loire, Orléans (1996–2000)
- Bodegas Ysios (Weinkellerei), Laguardia, Álava (1998–2000)
- Erweiterungsbau des Milwaukee Art Museum, Wisconsin (1994–2001)[19]
- Puente de la Mujer (Fußgängerbrücke im Puerto Madero, eine drehbare Hängebrücke), Buenos Aires (1998–2001)
- Wave, kybernetische Skulptur, Meadows Museum der SMU, Dallas, Texas (2001)
- Drei Brücken über den Hoofddorp-Kanal Haarlemmermeer (2002)
- Puente de las Flores, Valencia (2002)
- Auditorio de Tenerife, Santa Cruz de Tenerife (1997–2003)
- Olympia-Sportkomplex, Athen (2002–2004)
- Katehaki-Brücke, Athen (2004)
- Bibliothek des Rechtswissenschaftlichen Instituts der Universität Zürich[20] (2004)
- Sundial Bridge, Redding (Kalifornien) (2004)
- Turning Torso Wolkenkratzer in Malmö. (2005)
- Ciutat de les Arts i les Ciències – C.A.C. (Stadt der Künste und der Wissenschaften), Valencia (1991–2006), bestehend aus
  - Palau de les Arts Reina Sofía, Opern- und Konzerthaus (eröffnet im Herbst 2006)
  - L’Hemisfèric, IMAX-Kino, Planetarium und Laserium
  - L’Umbracle, Parkhaus und Zugangsbereich zur C.A.C.
  - Museo de las Ciencias Príncipe Felipe (Wissenschaftsmuseum)
  - Pont de l’Assut de l’Or, Schrägseilbrücke
  - Das auch zur C.A.C. gehörende L’Oceanogràfic wurde von Félix Candela geplant.

- Hochgeschwindigkeits-Bahnstation Reggio Emilia AV Mediopadana und Brücken über die Hochgeschwindigkeitsstrecke in Reggio nell’Emilia, Italien (2007)
- Saitenbrücke, Jerusalem (2008)
- Fußgängerbrücke Ponte della Costituzione vom Piazzale Roma über den Canal Grande in Venedig (2008)
- Alumni-Haus Universität Zürich[21] (2008)
- Samuel Beckett Bridge, Dublin (2007–2009)[22]
- Bahnhof Lüttich-Guillemins, Fernbahnhof in Lüttich, Belgien (2009 eingeweiht)
- World Trade Center Transportation Hub, New York (2008–2016)

Fertigstellung unklar bzw. ungewiss / offen:
- Palacio de Exposiciones y Congresos de Oviedo in Oviedo
- Chicago Spire (2007–?)
- Città dello Sport, Rom (ab 2007–?)[23]

## Zitate
„Ganz gleich, welche Rolle Mathematik und Ingenieurwissenschaften in Calatravas Werk spielen, es sind Kunst und Emotion, die ihn Werke schaffen lassen, die weit über die nüchterne Berechnung von Kräften hinausgehen.“

„Die Schwerkraft ist für einen Ingenieur das,
was für einen Maler die Farben sind.“

## Mitgliedschaften, Ehrungen und Auszeichnungen
- Mitglied Schweizerischer Ingenieur- und Architektenverein (SIA) (1982)
- Mitglied International Association for Bridge and Structural Engineering (IABSE) (1982)
- Mitglied Bund Schweizer Architekten (BSA) (1987)
- Mitglied International Academy of Architecture (IAA), Sofia (1987)
- Auguste-Perret-Preis (1987)
- Ehrenmitglied im Bund Deutscher Architekten (BDA) (1989)
- Ehrenmitglied Real Academia de Bellas Artes de San Carlos, Valencia (1992)
- Ehrendoktorwürde Universidad Politécnica de Valencia (1993)
- Ehrenmitglied Royal Institute of British Architects (RIBA), London (1993)
- Ehrendoktorwürde Universidad de Sevilla (1994)
- Ehrendoktorwürde Heriot-Watt University, Edinburgh (1994)
- Ehrenmitglied Royal Incorporation of Architects (RIAS), Edinburgh (1994)
- Ehrenmitglied Colegio de Arquitectos, Mexiko-Stadt (1995)
- Ehrendoktorwürde University of Salford, England (1995)
- Ehrendoktorwürde University of Strathclyde, Glasgow, Schottland (1996)
- Ehrendoktorwürde Milwaukee School of Engineering, Wisconsin (1997)
- Ehrendoktorwürde Technische Universität Delft (TU Delft) (1997)
- Offizier des Ordre des Arts et des Lettres (1998)
- Ehrendoktorwürde Università degli Studi di Cassino, Italien (1999)
- Ehrendoktorwürde Universität Lund, Schweden (1999)
- Mitglied Royal Swedish Academy of Engineering Sciences (IVA), Stockholm (1999)
- Großoffizier des Ordens für Verdienst, Portugal (1999)
- Ehrendoktorwürde Università degli Studi di Ferrara, Italien (2000)
- Ehrenmitglied Royal Architectural Institute of Canada, College of Fellows in Ottawa (2000)
- Mitglied Institute for Urban Design, New York (2000)
- Ehrenmitglied der National Academy of Architecture, Monterrey (2000)
- Ehrengast (Gobierno del Distrito Federal) von Mexiko-Stadt (2000)
- Ehrenmitgliedschaft der Real Academia de Bellas Artes de San Fernando, Madrid (2000)
- Medalla al Mérito a las Bellas Artes, Real Academia de San Carlos de Valencia, Valencia (2003)
- Ehrendoktorwürde des Technion, Haifa (2004)
- Ständiger Ehrengast der Universität Zürich (2005)
- Ehrendoktorwürde der Southern Methodist University, Dallas, Texas (2005)
- Ehrendoktorwürde der Aristoteles-Universität Thessaloniki (2005)
- Ehrendoktorwürde des Rensselaer Polytechnic Institute, Troy, New York (2006)
- Ehrendoktorwürde der Columbia University, New York (2007)
- Ehrendoktorwürde Doctor Philosophiae Honoris Causa der Universität Tel Aviv (2008)
- Ehrendoktorwürde der University Camilo José Cela, Madrid (2009)
- Ehrendoktorwürde der Université de Liège, Lüttich (2010)
- Ehrenbürgerwürde von Lüttich (2010)
- Mitgliedschaft im Päpstlichen Rat für die Kultur (2011)
- Ehrendoktorwürde des Pratt Institute, New York (2012)
- Ehrendoktorwürde The Georgia Institute, Atlanta (2013)
- Europäischer Architekturpreis (2015)[24]
- Ehrendoktorwürde Instituto Politécnico Nacional (IPN), Mexiko-Stadt (2016)
- Ehrendoktorwürde Universidad Ricardo Palma, Lima, Peru (2017)
- Mitglied der Päpstlichen Akademie der schönen Künste und der Literatur (2019)[25]

## Ehemalige Mitarbeiter
- 1983: Cristina Tropeano-Pfister

## Publikationen
- Santiago Calatrava Valls: Zur Faltbarkeit von Fachwerken, Zürich 1981, DNB 211934534 (Dissertation ETH Zürich 1981, 254 Seiten).

## Dokumentarfilm
- Christoph Schaub: Die Reisen des Santiago Calatrava, Schweiz 1999, Farbe, 35 mm, 77' (Trailer)